# Black Acetate
Black Acetate (stylizováno jako blackAcetate) je čtrnácté studiové album velšského hudebníka a skladatele Johna Calea. Bylo představeno v září 2005 vydavatelstvím EMI Records, dva roky po vydání předchozího alba HoboSapiens. Jde o jeho druhé a zároveň poslední studiové album vydané touto společností. Album bylo na delší dobu Caleovou poslední řadovou deskou, a to až do roku 2012, kdy vydal album Shifty Adventures in Nookie Wood. Producentem alba byl sám Cale; většinu písní s ním však produkoval Herb Graham, Jr., skladbu „Sold-Motel“ pak Mickey Petralia. Vedoucím producentem byla Caleova manažerka Nita Scott, která tuto funkci zastávala i na řadě jeho dalších nahrávek.

## Nahrávání a vydání
Původní nahrávání alba trvalo přibližně měsíc a půl počínaje zářím roku 2004. Následně pokračovalo v lednu 2005 (přibližně tři týdny). Byl nahrán základ pro 48 písní, ze kterých Cale následně vybíral ty, které by vydal na tomto albu. Hudebník řekl, že nechtěl udělat desku, která by byla svou náladou podobná předchozímu albu HoboSapiens. Nahrávání alba probíhalo v několika různých studiích v Los Angeles, většina písní byla nahrána ve studiu The Lair, jsou však i výjimky: skladba „Perfect“ byla nahrána zčásti v The Lair a zčásti v Ocean Way Studios, skladba „Woman“ pak v The Lair, Ocean Way a ještě v Grahamuvherb Studios a Radio Recorders. Mixování probíhalo v Ocean Way Studios.
Album poprvé vyšlo 27. září 2005, a to pouze na kompaktním disku. Název Black Acetate dostalo podle starých acetátových desek. Na jeho obalu je Caleova fotografie, před ní název alba a jméno Johna Calea. Autorem obalu je Rick Myers, ale v bookletu uveden nebyl. První singl z alba obsahující skladbu „Turn the Lights On“ vyšel v srpnu 2005 jako digitální download. Druhý s názvem „Perfect“ vyšel v době vydání alba (v klasické CD podobě). Třetí singl, dostupný opět pouze v elektronické verzi, obsahoval skladbu „Outta the Bag“ a vyšel až v lednu 2006.

## Skladby
Album otevírá skladba doprovázená funkovou baskytarou zpívaná ve falzetu nazvaná „Outta the Bag“. Následuje „For a Ride“. Obě písně dosahují délky bez několika sekund čtyř minut. Píseň „Brotherman“ Cale označil za „vtip“. Vznikla tak, že Cale ve studiu vykřikoval slova a jelikož se ostatní zúčastnění smáli, rozhodl se jí vydat. V písni nezpíval, ale doprovodil ji pouze mluveným slovem. Následuje baladická píseň „Satisfied“ vyprávějící o milencích. V pořadí pátá skladba na albu nazvaná „In a Flood“ později vyšla na sampleru Uncut Presents The Year's Essential Music: 2005. Píseň „Hush“ se nese ve funkovém stylu, přestože v ní vůbec není baskytara, která je v tomto žánru jinak nepostradatelná. Následuje „Gravel Drive“ s ambientním nádechem. Text písně pojednává o Caleově vztahu se svou dceří Eden.
Chytlavá „Perfect“ vyšla jako druhý singl k albu a rovněž k ní byl natočen videoklip, který vyšel na DVD přiloženém u jedenadvacátého vydání časopisu Paste. Později byla píseň použita v epizodě „Money, Power, Private School“ seriálu Jak dobýt Ameriku. Sám Cale o písni „Perfect“ řekl, že jej její melodie napadla pár minut před koncertem. Následuje píseň „Sold-Motel“ s jednoduchou kytarovou linkou a výraznými perkusemi, kterou Cale při svých koncertech hrál již od roku 2001; text studiové verze je oproti té původní hrané při koncertech upraven. Na desátém místě se nachází píseň „Woman“ a následuje „Wasteland“. Předposlední „Turn the Lights On“ provází hardrockový kytarový riff. Album uzavírá píseň „Mailman (The Lying Song)“ hraná ve středním tempu, kterou (kromě programovaných bicích Herba Grahama) nahrál sám Cale: kytary, klávesy i violu. Tři písně z tohoto alba byly vydány v koncertních podobách na albu Circus Live; jde o „Woman“, „Hush“ a „Outta the Bag“.

## Podpora alba

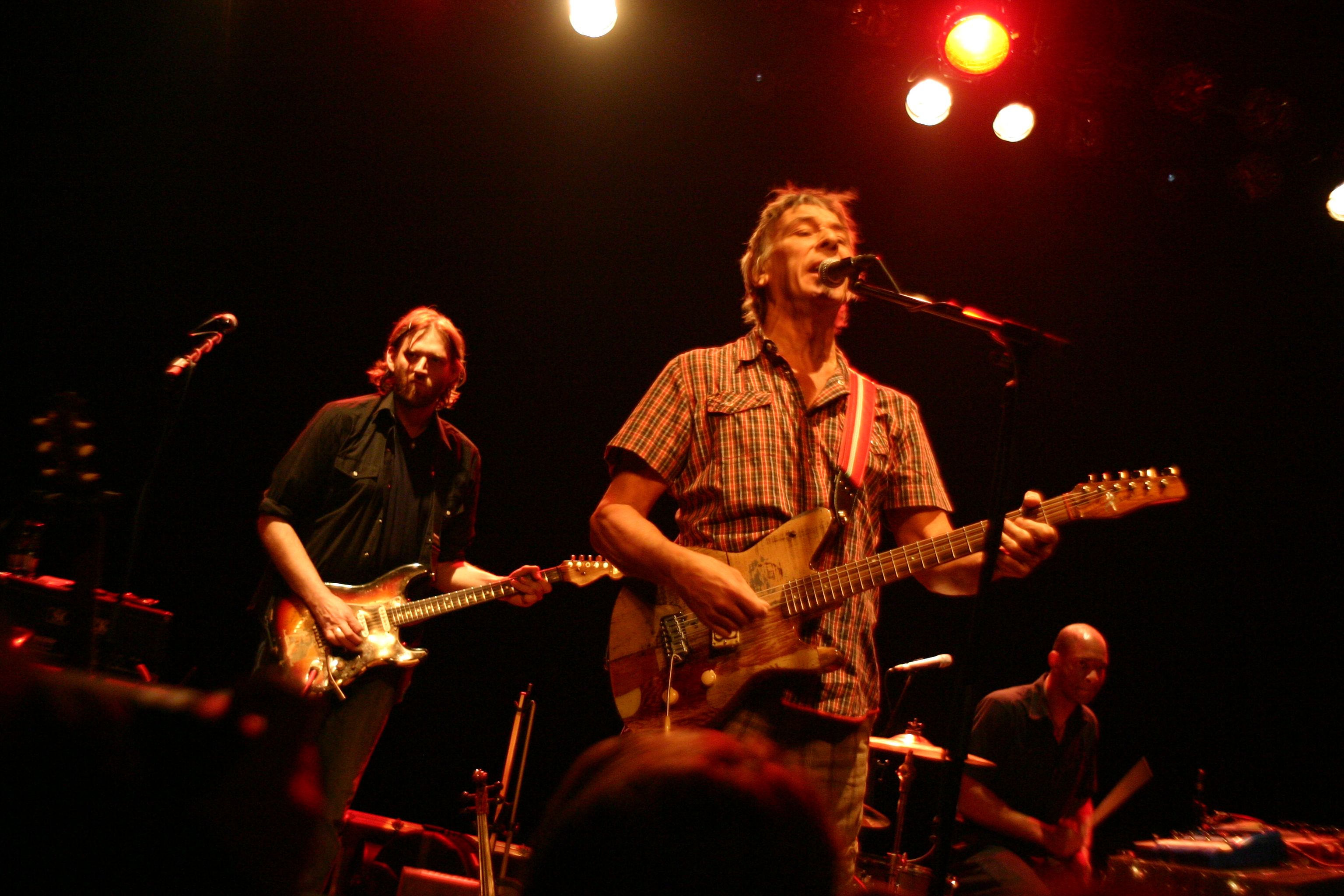
Dustin Boyer, John Cale a Michael Jerome v pražském divadle Archa (2006)

V rámci turné na podporu alba navštívil John Cale řadu evropských zemí (Belgie, Nizozemsko, Německo, Dánsko, Wales, Anglie, Portugalsko, Francie), od října do listopadu 2005 následovalo několik koncertů v USA a Kanadě. V lednu 2006 pak hrál například v Izraeli, Řecku a i různých evropských zemí, které již navštívil v předchozím roce. V březnu 2006 odehrál i dva koncerty v Česku: 8. března v brněnském klubu Fléda a o den později, v den svých čtyřiašedesátých narozenin, v Divadle Archa v Praze. V listopadu 2005 vystoupil v televizním pořadu Later… with Jools Holland, kde představil písně „Perfect“ a „Outta the Bag“.

## Kritika
Kritik Hal Horowitz ve své recenzi pro server Allmusic prohlásil, že jde o „bravurní, nepředvídatelné a ikonoklastické album, které společně s deskou HoboSapiens dokazuje, že je John Cale jedním z nejodolnějších a nejpřesvědčivějších hudebníků rocku, jejichž nejlepší práce může ležet před ním.“ Album ocenil čtyřmi z pěti možných hvězd. Novinář Radek Londin svou recenzi pro web Musicserver.cz uzavřel slovy: „Je radost poslouchat, když se sejdou všechny autorovy osobnosti na jedné desce v takovéhle souhře – experimentátor s rockerem, písničkář s producentem, psychedelický pomatenec s přemýšlivým staříkem. A velice chutný je tenhle eklektický dortík, nepekli ho pejsek s kočičkou, ale stařík, který umí stále převlékat kabáty jako málokdo jiný… Mladí by se mohli učit.“
Existují však i recenzenti, kteří album příliš nevyzdvihovali. Jde například o Matthewa Murphyho, který ve své recenzi pro Pitchfork Media album označil za „neuspokojivě krotké úsilí od obvykle nepředvídatelného Velšana.“ Řada kritiků hanila píseň „Brotherman“. Například novinář David Weigel ve své recenzi pro server PopMatters uvedl, že „když [Cale] zpívá ‚Píšu stohy těhle sraček každý den‘, chcete s ním zatřást a říct ‚Vezměte si den volna a napište něco dobrého‘.“
Album se umístilo v belgickém vlámském žebříčku Ultratop nejlépe na 87. místě. V následujícím týdnu spadlo na 95. příčku a déle se již neudrželo. Singl „Perfect“ se dostal do žebříčku časopisu The Sunday Times mezi dvacet nejlepších popových písní roku.

## Seznam skladeb
Všechny skladby napsal (hudbu i texty), aranžoval i produkoval John Cale.
| Pořadí         | Název                    | Délka |
| -------------- | ------------------------ | ----- |
| 1.             | Outta the Bag            | 3:54  |
| 2.             | For a Ride               | 3:55  |
| 3.             | Brotherman               | 3:32  |
| 4.             | Satisfied                | 3:54  |
| 5.             | In a Flood               | 4:53  |
| 6.             | Hush                     | 3:26  |
| 7.             | Gravel Drive             | 4:23  |
| 8.             | Perfect                  | 3:21  |
| 9.             | Sold-Motel               | 4:53  |
| 10.            | Woman                    | 5:07  |
| 11.            | Wasteland                | 4:11  |
| 12.            | Turn the Lights On       | 3:46  |
| 13.            | Mailman (The Lying Song) | 4:04  |
| Celková délka: | Celková délka:           | 53:13 |

## Obsazení

### Hudebníci
- John Cale – zpěv (všechny skladby), kytara (všechny skladby), klávesy (1, 3, 5, 6, 7, 8, 9, 11, 12, 13), klavír (9, 11, 13), perkuse (9), programované bicí (3, 4, 6, 10, 13), viola (4, 6, 13)
- Dave Levita – kytara (1, 2, 4, 7, 8, 11, 12)
- Herb Graham, Jr. – baskytara (1, 2, 5, 8, 10, 12), bicí (1, 2, 3, 4, 5, 6, 8, 10, 11, 12), perkuse (1, 2, 3, 4, 5, 7, 8, 10, 11, 12), klávesy (3, 6, 7, 10), programování (1, 4), programované bicí (10, 11, 13)
- Nailah Porter – doprovodné vokály (1, 6)
- Jaspr Baj – doprovodné vokály (1, 7)
- Musiic Galloway – doprovodné vokály (1, 6, 11)
- Mark Deffenbaugh – kytara (5), banjo (5), harmonika (11)
- John Krovoza – violoncello (6, 11)
- Dustin Boyer – kytara (9), doprovodné vokály (9)
- Joe Karnes – baskytara (9)
- Michael Jerome – bicí (9), doprovodné vokály (9)

### Technická podpora
- John Cale – producent
- Herb Graham, Jr. – spoluproducent (mimo „Sold-Motel“)
- Mickey Petralia – spoluproducent (skladba „Sold-Motel“), mixing
- Scott Gutierrez – asistent při mixingu
- Larry Goetz – nahrávání
- Nita Scott – vedoucí producent